# 豊岩
豊岩（とよいわ）は秋田県秋田市にある地域名。郵便番号は010-1651他。豊岩石田坂、豊岩豊巻、豊岩小山で構成される。

## 地理
秋田市の西部に位置する。中央を秋田県道65号線寺内新屋雄和線が縦貫し、北に雄物川を挟んで仁井田、四ツ小屋、北西に新屋、西と南に下浜、東は雄物川を挟んで雄和と接する。下浜地域とは西側の下浜長浜・羽川地区とは地区間に国見山を挟むことから遠回りせざるを得ないが、南側の下浜八田・楢田地区とは同じ豊岩学区のため結びつきが強い。

### 河川
- 雄物川

## 歴史
縄文時代の土器や石器が豊岩小山の狐森遺跡から見つかっている。
- 1622年（元和8年） - 山形藩最上氏領であった出羽国由利郡百三段石田坂村が、領土交換により久保田藩佐竹氏領となり豊島郡へ移る[4]。
- 1875年（明治8年） - 豊巻小学校（現在の秋田市立豊岩小学校）が開校。
- 1889年（明治22年） - 河辺郡豊巻村、百三段石田坂村、小山村が合併し、豊岩村となる。
- 1947年（昭和22年） - 秋田市立豊岩中学校が開校。
- 1954年（昭和29年） - 浜田村・上北手村・仁井田村・四ツ小屋村、下北手村とともに秋田市に編入される。
- 1984年（昭和59年）4月1日 - 秋田県立新屋高等学校が開校。

- 1998年（平成10年）3月30日 - 秋田南大橋が開通。
- 2006年（平成18年）3月31日 - 下浜地区の秋田市立八田小学校が秋田市立豊岩小学校に統合され、下浜八田・楢田地区が同学区となる。
- 2023年（令和5年）3月31日 - 秋田市立豊岩中学校が秋田市立下浜中学校とともに秋田市立秋田西中学校に統合される。

## 施設

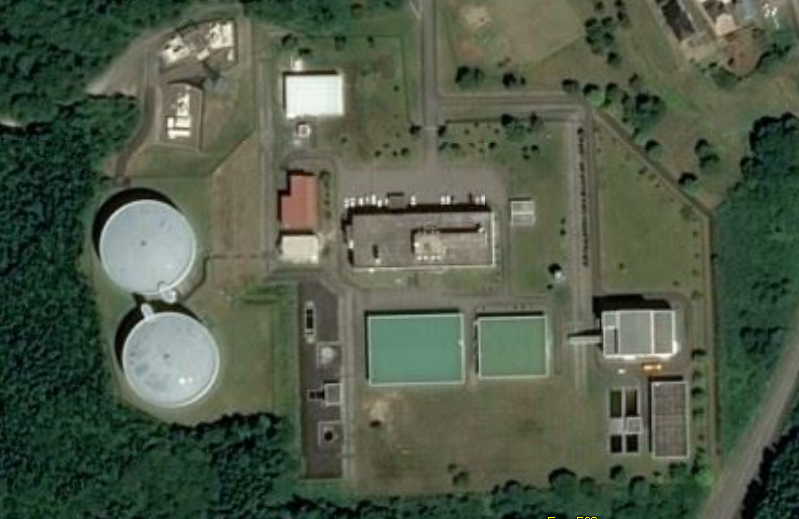
豊岩浄水場
- 秋田県立新屋運動広場
- 秋田市南西墓地
- 秋田市豊岩地区コミュニティセンター
- 秋田なまはげ農業協同組合豊岩低温農業倉庫
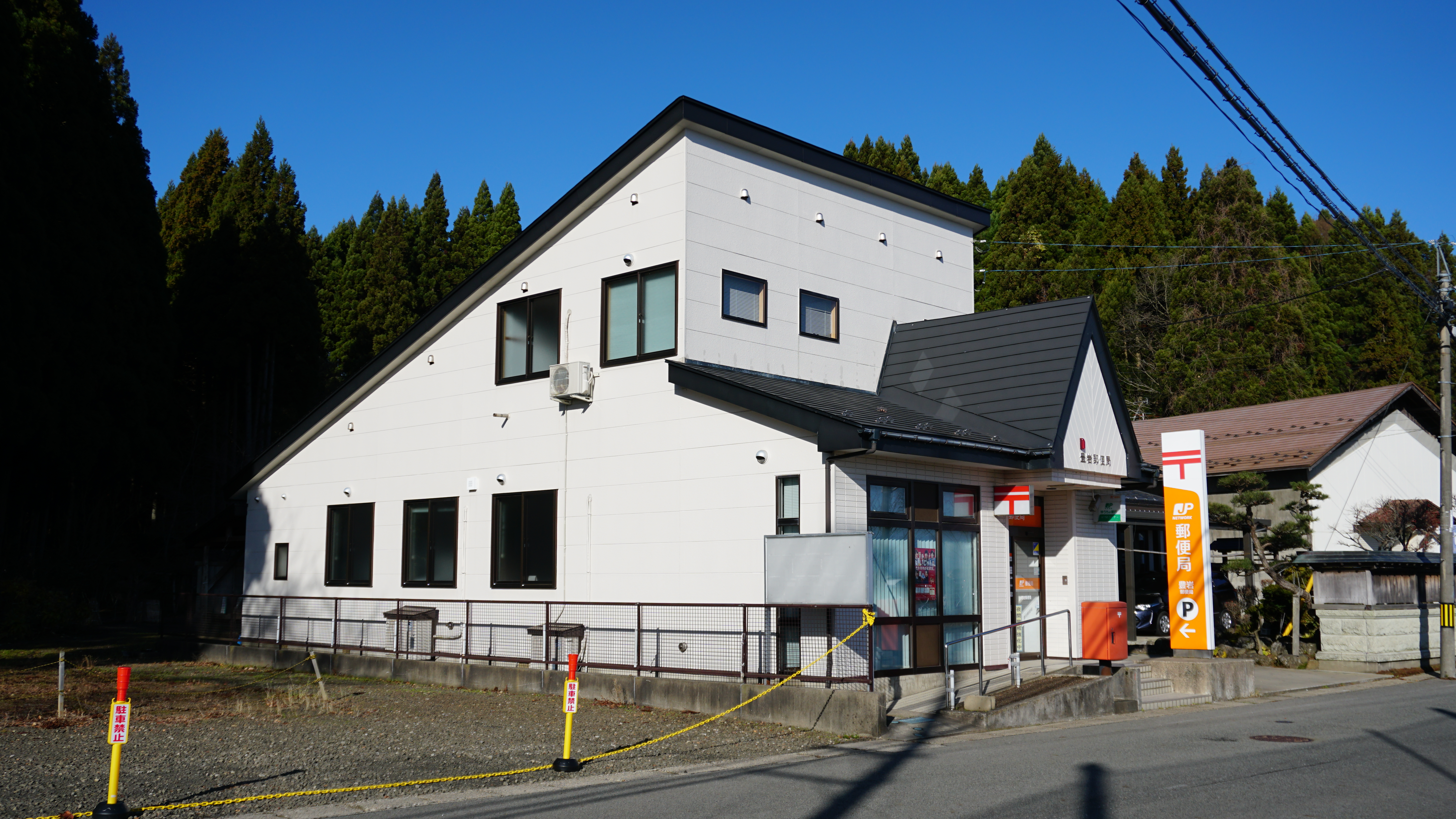
豊岩郵便局
- 豊岩工業団地

- 豊岩浄水場
- 豊岩郵便局

## 教育
- 秋田市立豊岩小学校
- 秋田県立新屋高等学校

### かつてあった施設
- 秋田市立豊岩中学校

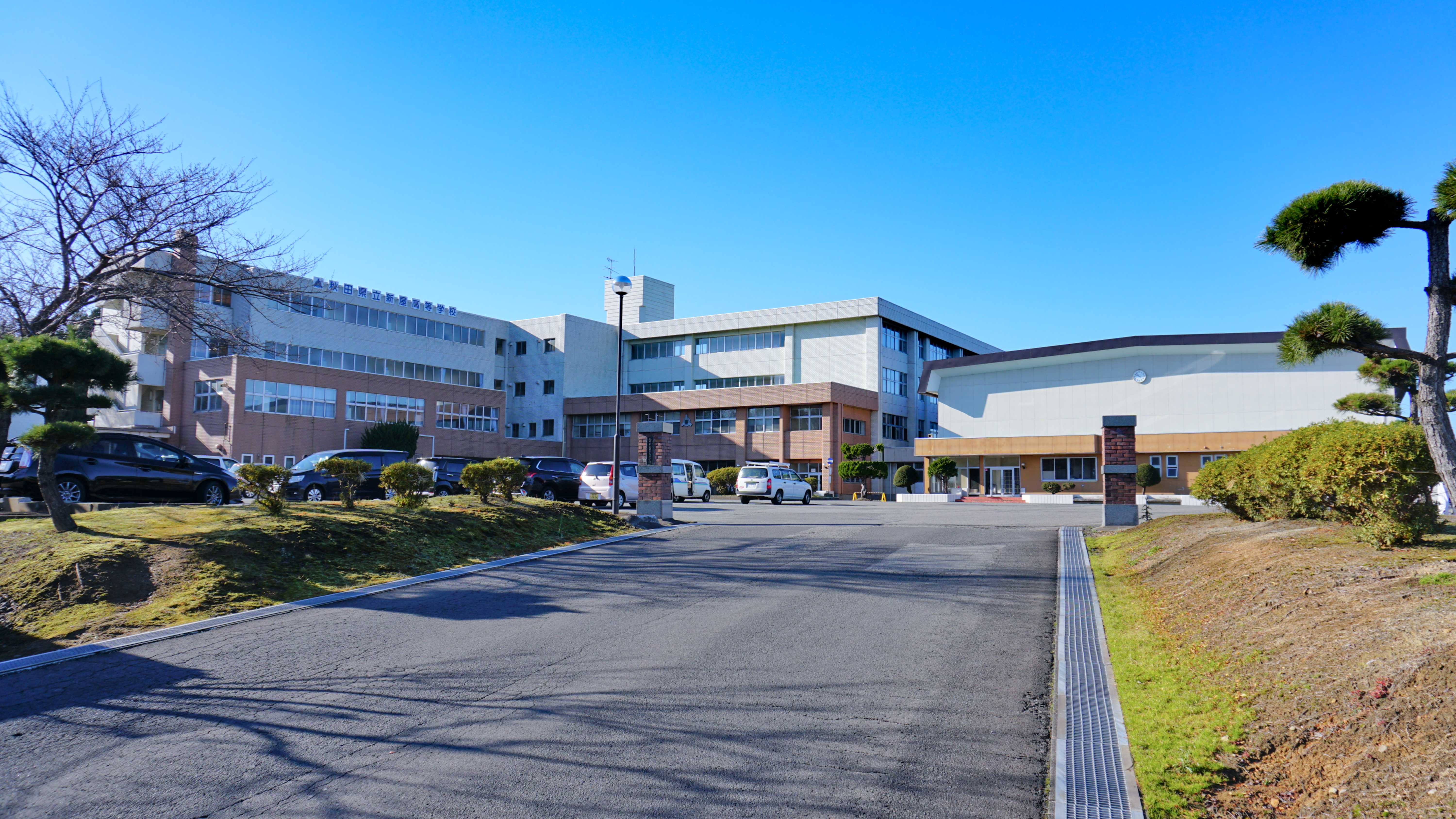
新屋高校
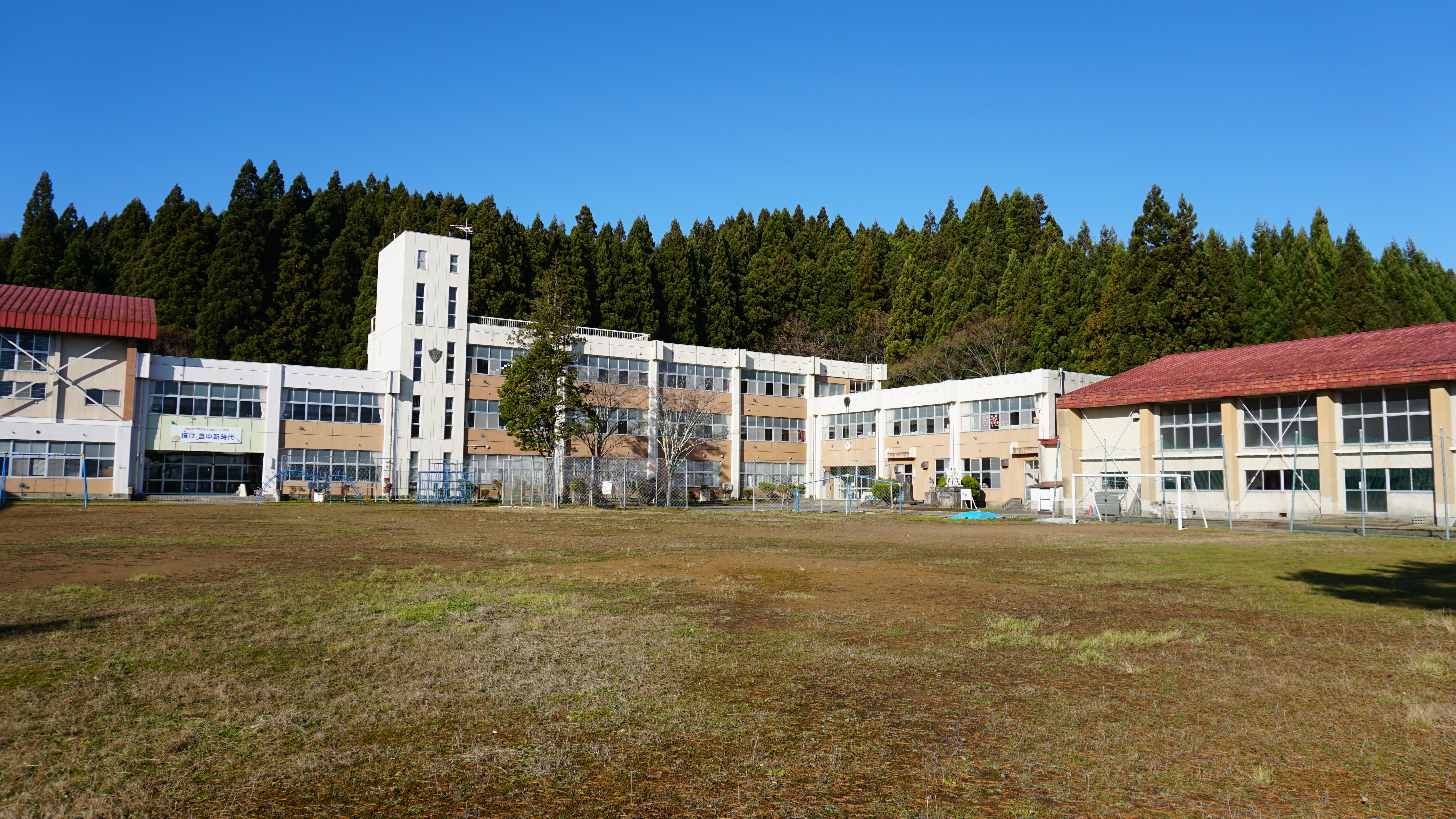
秋田市立豊岩小学校
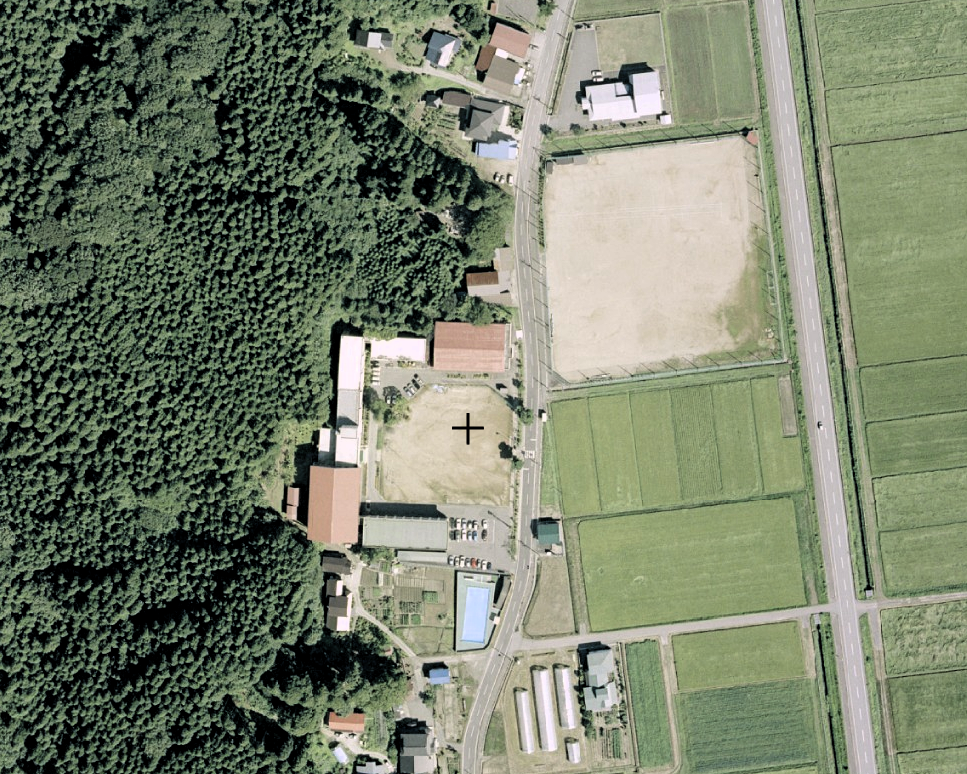
2009年撮影の豊岩小中衛星図

## 交通

### 鉄道
地区内に鉄道は通っていない。最寄り駅は新屋扇町にあるJR東日本羽越本線の新屋駅。

### バス
- 秋田中央交通
  - 系統711｜新屋線（秋田駅西口発新屋高校前着） - 平日のみ
  - 系統714｜新屋高校線 - 平日のみ
  - 系統721｜新屋西線（栗田神社経由） - 平日のみ
  - 系統723｜新屋西線（新屋県営住宅前経由） - 平日のみ
    - - 新屋高校前
- 秋田中央トランスポート
  - 秋田市マイタウン・バス西部線豊岩コース
    - - 新屋高校前 - (新屋田尻沢東町） - 石田坂上丁 - 市兵衛橋 - 神明社 - 石田坂 - 平の下 - 居使 - 上居使 - 下中島 - 中島 - 豊岩コミセン前 - 豊岩公民館前 - 豊岩小学校前 - 白樺公園前 - 前郷 - 前郷中山 - ふれあいの里 - 地蔵尊前 - 小山入口 - 小山 - 狐森 - 小山回転地 -

#### かつてあった路線
- 秋田中央交通
  - 系統151｜新港線（飯島北・新屋高校前発着） - 2023年9月30日廃止

### 道路
- 秋田県道65号寺内新屋雄和線
- 秋田市道新屋豊岩線
- 秋田市道豊岩仁井田線
  - 秋田南大橋
- 国見山林道

## 著名出身者
- 武藤鉄城 (考古学者)